# Igreja de Nossa Senhora Vitoriosa

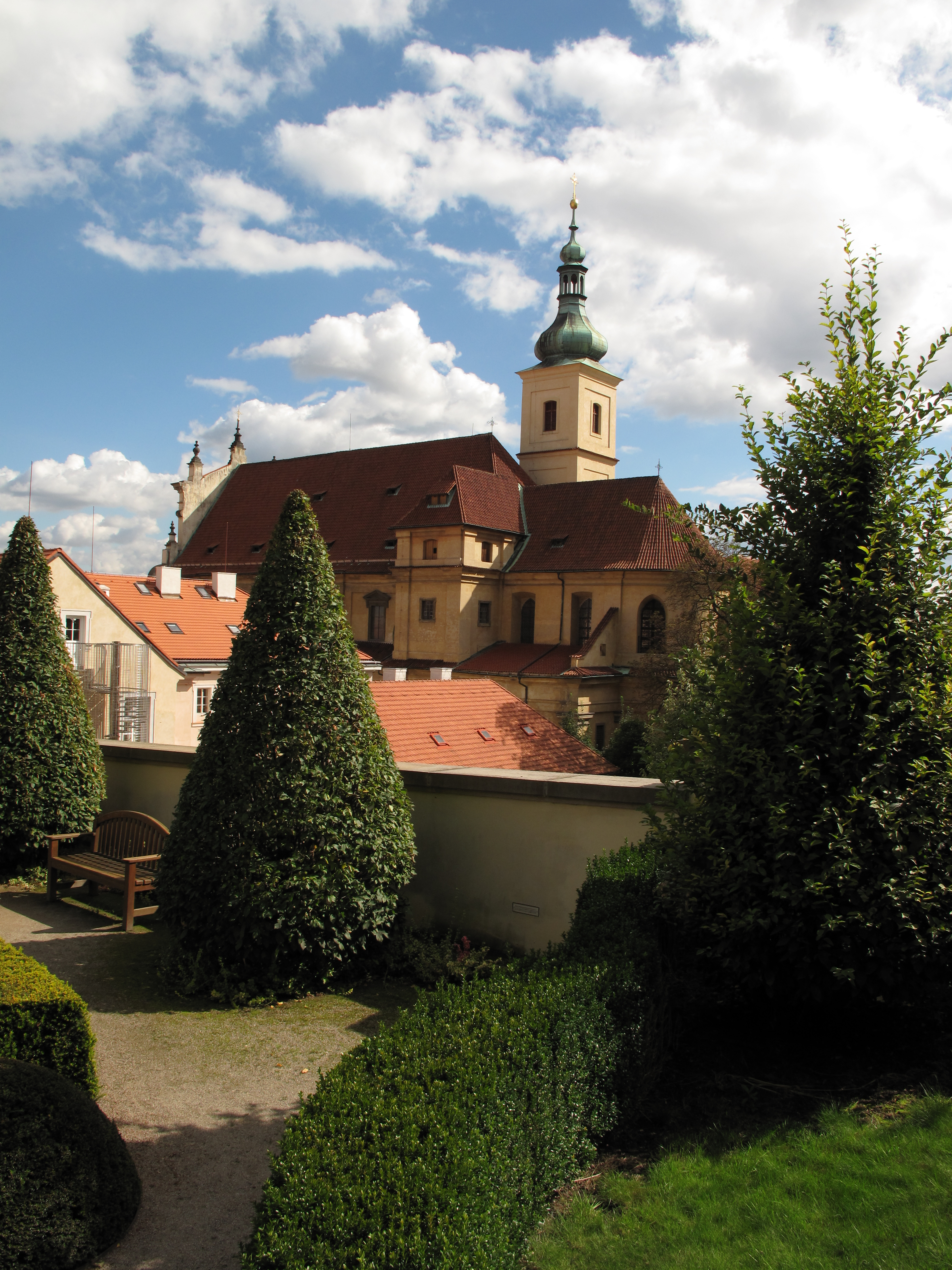
A Igreja de Nossa Senhora Vitoriosa em Praga.

A Igreja de Nossa Senhora Vitoriosa (Kostel Panny Marie Vítězné), ou Santuário do Menino Jesus de Praga, é uma igreja católica situada em Malá Strana, na cidade de Praga, na República Checa. É um templo de carmelitas onde se encontra a famosa imagem religiosa conhecida como Menino Jesus de Praga.
Uma capela dedicada à Santíssima Trindade foi construída no local em 1584. Com a Batalha da Montanha Branca a 8 de novembro de  1620, a Contrarreforma obteve a recatolização de Praga e igreja foi entregue à Ordem dos Carmelitas Descalços em setembro de 1624. A peça central do altar, a triunfal Nossa Senhora da Vitória foi presenteada por Roma, pelo Papa Papa Gregório XV. Em 3 de junho de 1784, as Carmelitas receberam ordem de entregar a posse da igreja para José II do Sacro Império Romano-Germânico.
Em 26 de setembro de 2009, o Papa Bento XVI declarou a igreja e o Menino Jesus de Praga como a primeira estação da Via Apostólica na República Checa.

## Galeria de imagens

Igreja de Nossa Senhora Vitoriosa - Kostel Panny Marie Vítězné
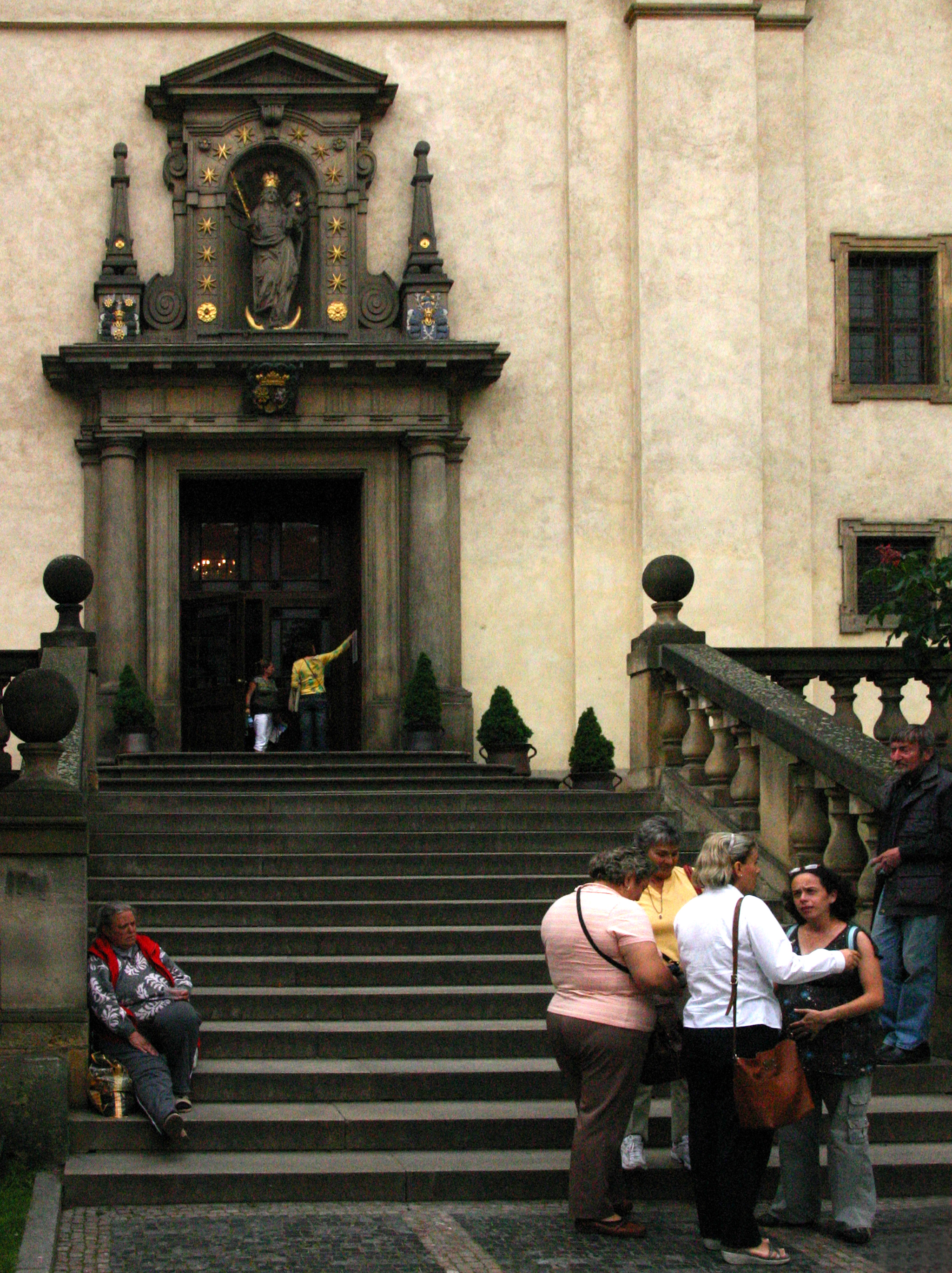
Entrada da igreja
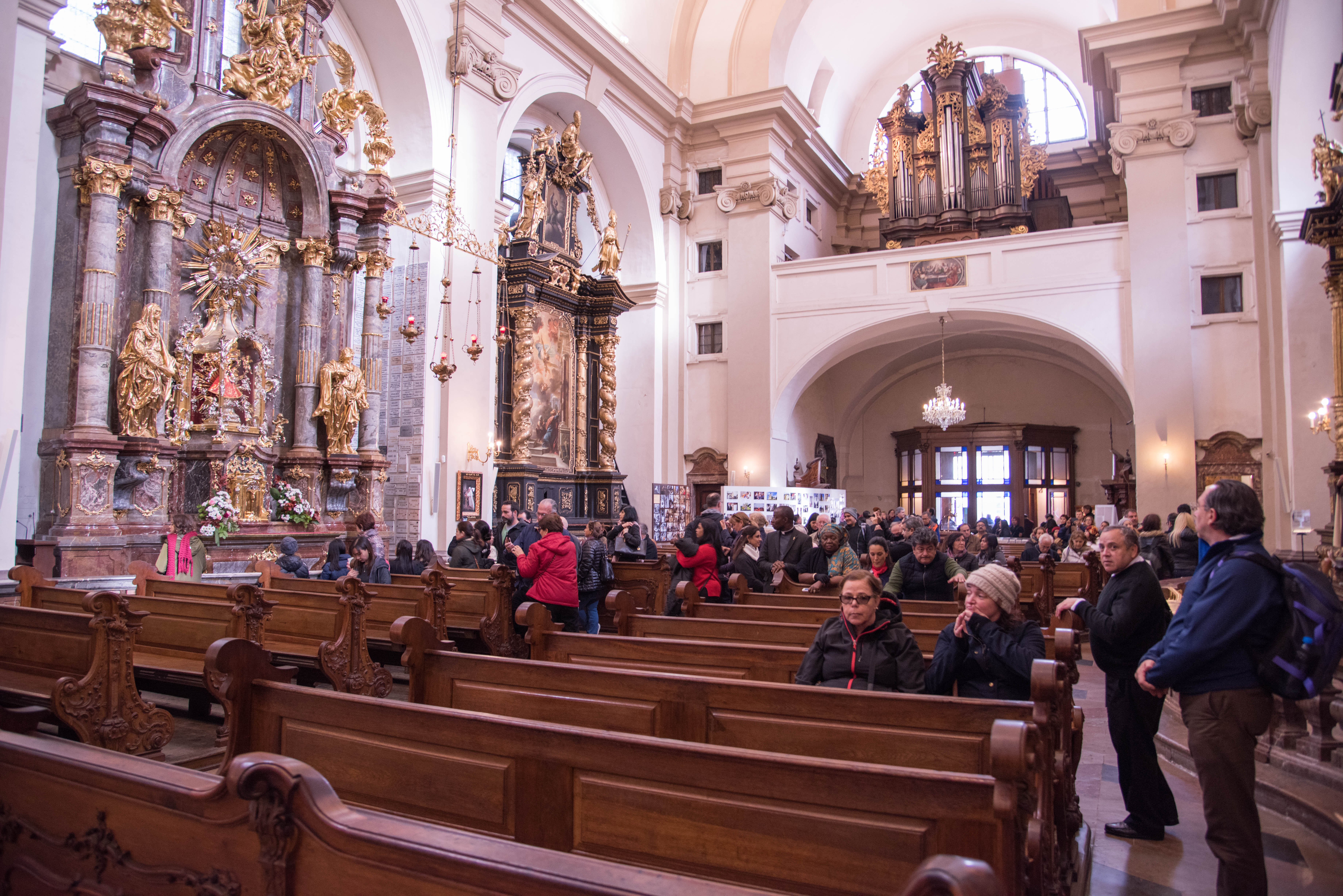
Peregrinos diante do altar do Menino Jesus de Praga.
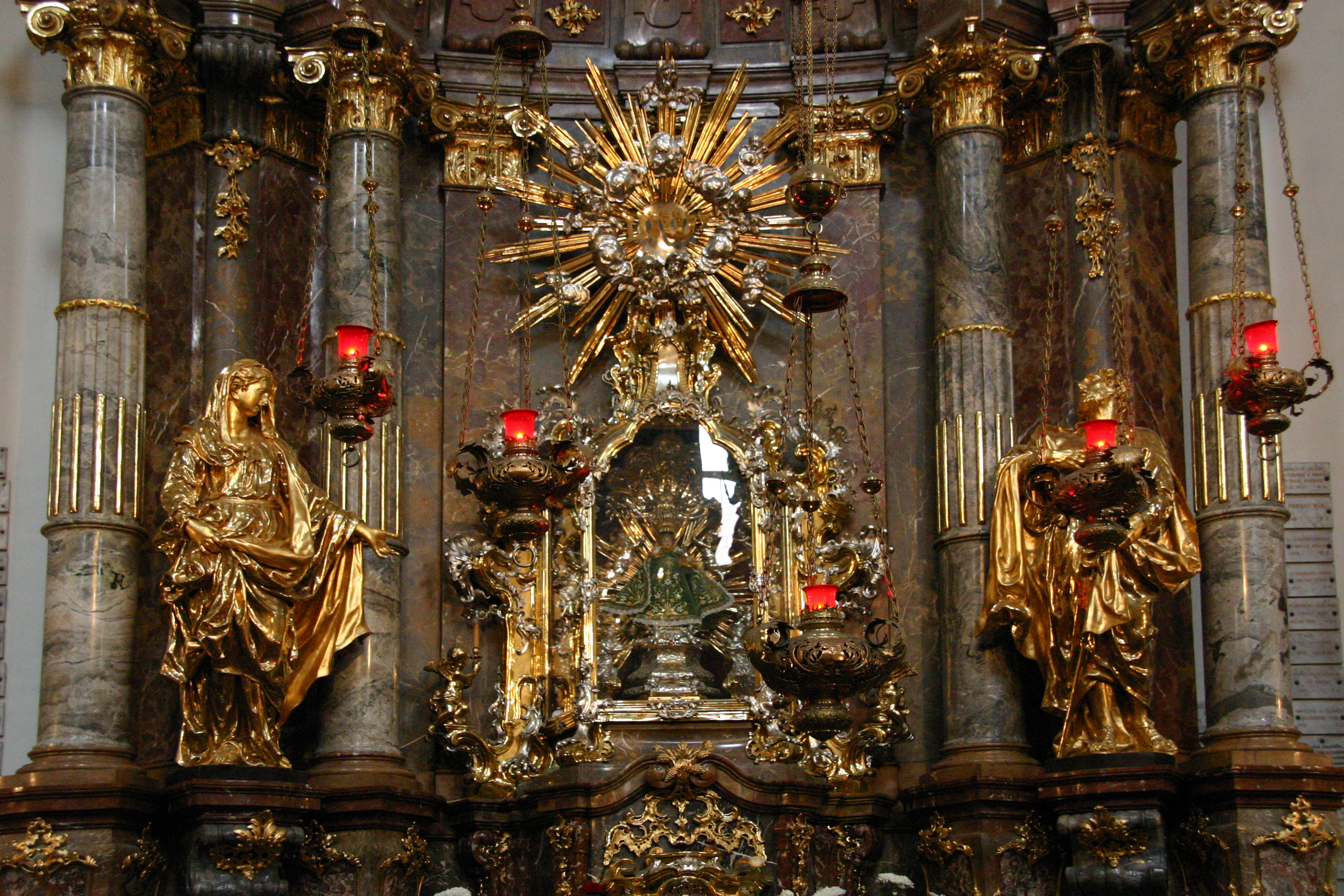
Altar do Menino Jesus de Praga
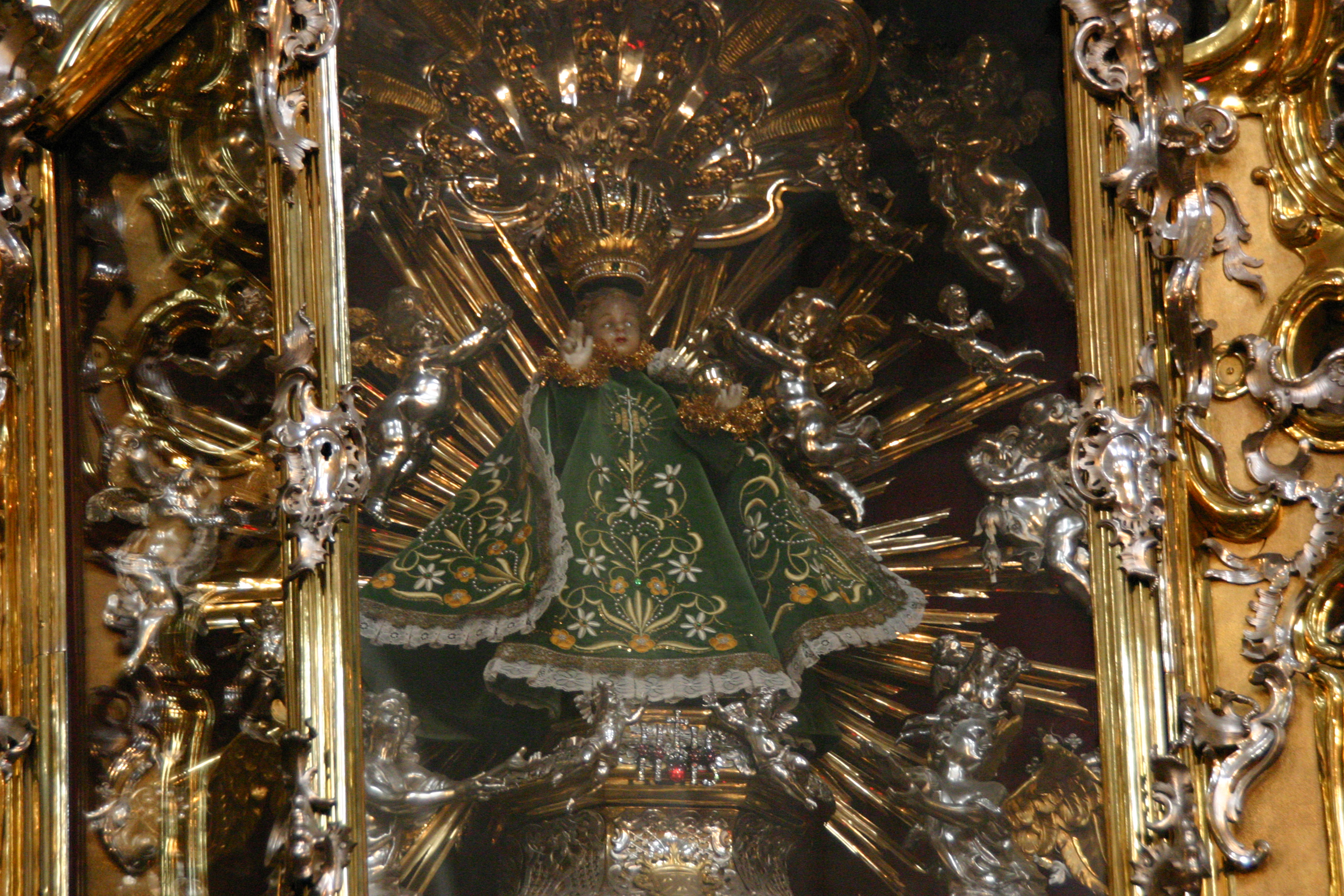
Menino Jesus de Praga